# Liste der Bodendenkmäler in Kemmern
Auf dieser Seite sind die Bodendenkmäler in der oberfränkischen Gemeinde Kemmern zusammengestellt. Diese Tabelle ist eine Teilliste der Liste der Bodendenkmäler in Bayern. Grundlage ist die Bayerische Denkmalliste, die auf Basis des Bayerischen Denkmalschutzgesetzes vom 1. Oktober 1973 erstmals erstellt wurde und seither durch das Bayerische Landesamt für Denkmalpflege geführt wird. Die folgenden Angaben ersetzen nicht die rechtsverbindliche Auskunft der Denkmalschutzbehörde.

## Bodendenkmäler in Kemmern
| Lage                    | Objekt | Akten-Nr.     | Bild |
| ----------------------- | --- | ------------- | ---- |
| (Standort)              | Siedlung vor- und frühgeschichtlicher Zeitstellung, Befestigung des frühen Mittelalters mit obertägig erkennbaren Wall- und Grabenanlagen, ferner Kapelle des späten Mittelalters und der frühen Neuzeit mit untertägigen und obertägig erhaltenen Bauteilen. | D-4-6031-0024 |      |
| (Standort)              | Burgstall des Mittelalters. | D-4-6031-0027 |      |
| (Standort)              | Siedlungen vorgeschichtlicher Zeitstellung. | D-4-6031-0028 |      |
| (Standort)              | Bestattungsplatz vorgeschichtlicher Zeitstellung mit verebneten Grabhügeln. | D-4-6031-0151 |      |
| (Standort)              | Siedlung der römischen Kaiserzeit und mittelalterliche Wüstung Dertheim. | D-4-6031-0189 |      |
| (Standort)              | Siedlung der Latènezeit. | D-4-6031-0213 |      |
| Mainstraße 1 (Standort) | Archäologische Befunde des Mittelalters und der frühen Neuzeit im Bereich der katholischen Pfarrkirche St. Peter und Paul von Kemmern. | D-4-6031-0234 |      |